# Ahmed Tijan
Ahmed Tijan Janko, né le 28 avril 1995 à Banjul (Gambie), est un joueur de beach-volley qatarien.

## Carrière
Avec Cherif Younousse, Ahmed Tijan est médaillé d'or aux Jeux asiatiques de 2018 à Palembang, médaillé de bronze au tournoi masculin de beach-volley aux Jeux olympiques d'été de 2020 à Tokyo ainsi qu'aux Championnats d'Asie de beach-volley en 2021.
Le duo est ensuite médaillé d'or aux Championnats d'Asie 2022 à Bandar Abbas ainsi qu'aux Jeux asiatiques de 2022 à Hangzhou.